# Enzo Scifo
Vincenzo "Enzo" Scifo (Haine-Saint-Paul, 1966. február 19. –) belga labdarúgó, középpályás. Tagja volt a belga labdarúgó-válogatottnak, melynek színeiben négy labdarúgó-világbajnokságon vett részt, így ő egyike annak a négy belga labdarúgónak, akinek ez sikerült.

## Pályafutása

### Klubcsapatban
Scifo olasz szülők gyermekeként La Louvière-ben született. Már junior korában ígéretes tehetségnek bizonyult, csapattársai kis Pelének hívták. Már tizennégy éves korában a város helyi csapatának, a La Louvière-nek tagja lett, de hamarosan továbbszerződött az Anderlechthez, ahol 1983-ban mutatkozott be első mérkőzésén.
1987-ben az Internazionale játékosa lett, de nem ment neki a játék, ezért kis idő elteltével, 1988-ban a Girondins Bordeaux-hoz ment tovább, ahol ismét csalódást okozott. Pályafutásába új színt vitt az Auxerre csapatához történt sikeres szerződése 1989-ben, majd innen 1991-ben az olasz Torino klubjáho ment tovább. A Torinótól az AS Monaco klubhoz került, majd labdarúgó-pályafutása végén ismét első klubjához, az Anderlechthez szerződött. 2000-ben vonult vissza, miután krónikus ízületi betegséget diagnosztizáltak nála.

### A válogatottban
Scifo 1984 júniusában mutatkozott be a belga válogatottban Jugoszlávia válogatottja ellen.
Tagja volt a belga válogatottnak az 1986-os, az 1990-es, az 1994-es és az 1998-as labdarúgó világbajnokságon, melyeken 16 mérkőzésen játszott. Összesen 84-szer szerepelt a válogatottban és 18 gólt szerzett.

### Visszavonulása után
Scifo edzőként is kipróbálta magát az R. Charleroi S.C. klubnál, melyhez a 2000-01-es szezonra szerződött. Különösebb sikerek hiányában 2002 júniusában otthagyta a klubot. Utoljára a belga R.E. Mouscron edzője volt. 2009 június 6-án felmondta szerződését a csapat nehéz anyagi helyzetére hivatkozva.
2006 májusában tagja volt a Terry Venables and Josep Mª Fusté által vezetett első Európa-válogatottnak, mely Eindhovenben játszotta első EFPA mérkőzését.

## Sikerei, díjai
Anderlecht
- Belga bajnok: 1985, 1986, 1987, 2000

AS Monaco
- Francia bajnok: 1997

Torino
- UEFA-kupa-döntős: 1991–92
- Olasz kupa (Coppa Italia)-győztes: 1992–93

## Statisztikák
| Teljesítmény klubjában | Teljesítmény klubjában | Teljesítmény klubjában    | Bajnokság | Bajnokság | Kupa              | Kupa              | Összesen | Összesen |
| Szezon                 | Klub                   | Bajnokság                 | Mérk.     | Gól       | Mérk.             | Gól               | Mérk.    | Gól      |
| Belgium                | Belgium                | Belgium                   | Bajnokság | Bajnokság | Coupe de Belgique | Coupe de Belgique | Összesen | Összesen |
| ---------------------- | ---------------------- | ------------------------- | --------- | --------- | ----------------- | ----------------- | -------- | -------- |
| 1983-84                | Anderlecht             | Belga labdarúgó-bajnokság | 25        | 5         |                   |                   |          |          |
| 1984-85                | Anderlecht             | Belga labdarúgó-bajnokság | 30        | 14        |                   |                   |          |          |
| 1985-86                | Anderlecht             | Belga labdarúgó-bajnokság | 31        | 5         |                   |                   |          |          |
| 1986-87                | Anderlecht             | Belga labdarúgó-bajnokság | 33        | 8         |                   |                   |          |          |
| Olaszország            | Olaszország            | Olaszország               | Bajnokság | Bajnokság | Coppa Italia      | Coppa Italia      | Összesen | Összesen |
| 1987-88                | Internazionale Milano  | Serie A                   | 28        | 4         |                   |                   |          |          |
| Franciaország          | Franciaország          | Franciaország             | Bajnokság | Bajnokság | Coupe de France   | Coupe de France   | Összesen | Összesen |
| 1988-89                | Girondins Bordeaux     | Division 1                | 24        | 7         |                   |                   |          |          |
| 1989-90                | Auxerre                | Division 1                | 33        | 11        |                   |                   |          |          |
| 1990-91                | Auxerre                | Division 1                | 34        | 14        |                   |                   |          |          |
| Olaszország            | Olaszország            | Olaszország               | Bajnokság | Bajnokság | Coppa Italia      | Coppa Italia      | Összesen | Összesen |
| 1991-92                | Torino                 | Serie A                   | 30        | 9         |                   |                   |          |          |
| 1992-93                | Torino                 | Serie A                   | 32        | 7         |                   |                   |          |          |
| Franciaország          | Franciaország          | Franciaország             | Bajnokság | Bajnokság | Coupe de France   | Coupe de France   | Összesen | Összesen |
| 1993-94                | Monaco                 | Division 1                | 31        | 6         |                   |                   |          |          |
| 1994-95                | Monaco                 | Division 1                | 11        | 2         |                   |                   |          |          |
| 1995-96                | Monaco                 | Division 1                | 34        | 7         |                   |                   |          |          |
| 1996-97                | Monaco                 | Division 1                | 15        | 5         |                   |                   |          |          |
| Belgium                | Belgium                | Belgium                   | Bajnokság | Bajnokság | Coupe de Belgique | Coupe de Belgique | Összesen | Összesen |
| 1997-98                | Anderlecht             | Belga labdarúgó-bajnokság | 30        | 4         |                   |                   |          |          |
| 1998-99                | Anderlecht             | Belga labdarúgó-bajnokság | 27        | 8         |                   |                   |          |          |
| 1999-00                | Anderlecht             | Belga labdarúgó-bajnokság | 17        | 2         |                   |                   |          |          |
| 2000-01                | Charleroi              | Belga labdarúgó-bajnokság | 12        | 3         |                   |                   |          |          |
| Összesen               | Belgium                | Belgium                   | 205       | 49        |                   |                   |          |          |
| Összesen               | Olaszország            | Olaszország               | 90        | 20        |                   |                   |          |          |
| Összesen               | Franciaország          | Franciaország             | 182       | 52        |                   |                   |          |          |
| Karrierje összesen     | Karrierje összesen     | Karrierje összesen        | 477       | 121       |                   |                   |          |          |